# Peleteria nigrita
Peleteria nigrita là một loài ruồi trong họ Tachinidae.